# Plexo braquial
El plexo braquial (plexus brachialis) es una estructura nerviosa localizada en la base del cuello y la fosa axilar, responsable de la inervación muscular y cutánea del miembro torácico, por la anastomosis de las ramas primarias anteriores de los nervios cervicales C5, C6, C7, C8 y T1 con aportes inconstantes de C4 y T2. Se ubica aproximadamente por el cuello, la axila y el brazo.
Plexo braquial prefijado: Cuando la raíz más superior es C4 y la más inferior C8.

Plexo braquial postfijado: Cuando la raíz nerviosa más superior proviene de C6 y la más inferior de T2.
Otra definición es que el plexo braquial es un conjunto de anastomosis que sufren antes de su distribución periférica las ramas anteriores C5, C6, C7, C8 y T1.

## Función
El plexo braquial es responsable de la inervación muscular y cutánea del miembro superior, con la excepción del músculo trapecio que es inervado por la raíz espinal del nervio accesorio, y un área de la piel cercana a la axila inervada por el nervio intercostobraquial. Esta función puede estar comprometida por la aparición de tumores en la región apical de cualquiera de los pulmones. Las lesiones del plexo braquial vienen acompañadas de trastornos funcionales severos. 
Anatomía del Plexo Braquial 
Las raíces nerviosas forman un complejo de plexos; el
braquial y cervical inervan las extremidades superiores,
mientras que el plexo lumbosacro suministra inervación 
a los miembros inferiores. La conformación general de 
los plexos incluye raíces, ramas, troncos, fascículos y
nervios periféricos1,2. 
El plexo braquial se encuentra ubicado en el triángulo
posterior del cuello, delimitado anatómicamente 
por la clavícula y los músculos trapecio y 
esternocleidomastoideo. El músculo platisma, la fascia
profunda y la piel, complementan la superficie anatómica
y subcutánea del triángulo.

## Localización
Los elementos que constituyen el plexo braquial van, desde el cuello, hasta el brazo, formando raíces, que se tornan en troncos, divisiones, fascículos y finalmente en los nervios terminales.
El plexo braquial se estructura dentro de la fosa supraclavicular, donde las ramas primarias anteriores de los nervios espinales pasan entre el músculo escaleno medio y escaleno anterior. En el borde externo del músculo escaleno medio se forman los troncos primarios, en dirección hacia la clavícula. Tres troncos son formados a partir de las cinco raíces de los nervios espinales.

### Troncos
Profundo al esternocleidomastoideo, los troncos provenientes de las raíces espinales cruzan el triángulo supraclavicular hacia abajo y afuera hacia el tercio medio de la clavícula, el tronco primario inferior recorre este trayecto posterior a la arteria subclavia. Son cruzados superficialmente por los nervios supraclaviculares del plexo cervical superficial. Los tres troncos formados de la unión de las cinco raíces de los nervios espinales son:
- Tronco superior: Proviene de las ramas anteriores de los nervios C5 y C6 (raramente C4).
- Tronco medio: Proviene de la rama anterior del nervio C7.
- Tronco inferior: Proviene de las ramas anteriores de los nervios C8 y T1.

Cada tronco se divide en dos formando seis divisiones que se tornan luego en fascículos.

### Fascículos
Cada tronco dará a su vez dos ramas, una anterior y otra posterior formando seis divisiones que duran un corto trayecto:
- Tres divisiones anteriores provenientes de los troncos superior, medio e inferior.
- Tres divisiones posteriores provenientes de los troncos superior, medio e inferior.

Los cordones o fascículos del plexo braquial se encuentran en relación con la arteria axilar formando una "M" y reciben su nombre de acuerdo a si se encuentran en posición medial, lateral o posterior a esta.
Las tres divisiones posteriores de los troncos primarios se unirán y se formará el fascículo posterior, el cual tiene fibras de las cinco raíces espinales (C5-T1) y darán lugar al nervio subescapular superior, subescapular inferior, toracodorsal, nervio radial y al nervio axilar.
Las divisiones anteriores del tronco superior y medio se unen y forman el fascículo lateral,y el haz lateral del nervio mediano.
Finalmente, la división anterior del tronco primario inferior se continúa como el fascículo medial, y la raíz medial del nervio mediano.
Las dos ramas del mediano se unen, provenientes del fascículo medial y lateral, formando el nervio mediano que pasa junto a la arteria braquial por toda la longitud del brazo.

## Ramos
El plexo braquial se origina también nervios en su formación. La tabla a continuación resume los nervios que emergen del plexo braquial.
| Origen              | Nervio                              | Raíces En negrita la raíz que hace una contribución mayor | Músculos | Inervación cutánea                                                                                             |
| raíces              | Nervio dorsal de la escápula        | C4, C5                                                    | Músculo romboides | - |
| raíces              | Nervio torácico largo               | C5, C6, C7                                                | Músculo serrato anterior | - |
| tronco superior     | Nervio subclavio                    | C4, C5, C6                                                | Músculo subclavio | - |
| tronco superior     | Nervio supraescapular               | C4, C5, C6                                                | Músculo supraespinoso e infraespinoso | - |
| fascículo lateral   | Nervio pectoral lateral             | C5, C6, C7                                                | Músculo pectoral mayor (en conjunto con el nervio pectoral medial) | - |
| fascículo lateral   | Nervio musculocutáneo               | C5, C6, C7                                                | Músculo coracobraquial, braquial y bíceps braquial | se transforma en el Nervio cutáneo lateral del antebrazo                                                       |
| fascículo lateral   | raíz lateral del nervio mediano     | C6, C7                                                    | fibras del nervio mediano | - |
| fascículo posterior | nervio subescapular superior        | C5                                                        | Músculo subescapular (parte superior) | - |
| fascículo posterior | Nervio toracodorsal                 | C6, C7                                                    | Músculo dorsal ancho | - |
| fascículo posterior | Nervio subescapular inferior        | C6                                                        | Músculo subescapular (parte inferior) y redondo mayor | - |
| fascículo posterior | Nervio axilar                       | C5, C6                                                    | Rama anterior: Músculo deltoides y una pequeña área de piel que lo cubre rama posterior: Músculo redondo menor y deltoides                                                                     | La rama posterior se transforma en Nervio cutáneo lateral superior del brazo                                   |
| fascículo posterior | Nervio radial                       | C5, C6, C7, T1                                            | Músculo tríceps braquial, supinador, ancóneo, músculos extensores del antebrazo, y braquiorradial                                                                                              | La piel de la parte posterior del brazo (como el nervio cutáneo posterior del brazo                            |
| fascículo medial    | Nervio pectoral medial              | C7, T1                                                    | Músculo pectoral mayor y pectoral menor | - |
| fascículo medial    | Raíz medial del nervio mediano      | C7, T1                                                    | fibras al nervio mediano | parte de la mano                                                                                               |
| fascículo medial    | Nervio cutáneo medial del brazo     | C7, T1                                                    | - | Piel frontal y medial del brazo                                                                                |
| fascículo medial    | Nervio cutáneo medial del antebrazo | C7, T1                                                    | - | Piel medial del antebrazo                                                                                      |
| fascículo medial    | Nervio ulnar                        | C7, T1                                                    | Músculo flexor ulnar del carpo, dos vientres mediales del flexor profundo de los dedos, músculos intrínsecos de la mano (exceptuando los músculos tenares y los dos lumbricales más laterales) | La piel del lado medial de la mano y un dedo y medio por el lado palmar, y dos dedos y medio en el lado dorsal |

## Imágenes adicionales

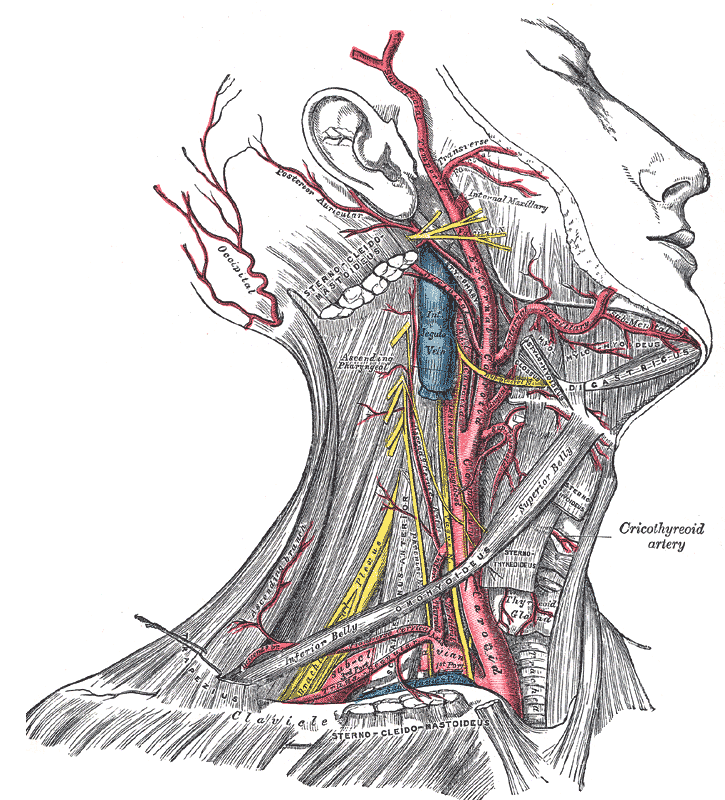
Disección superficial del lado derecho del cuello, mostrando la arteria carótida y subclavia.
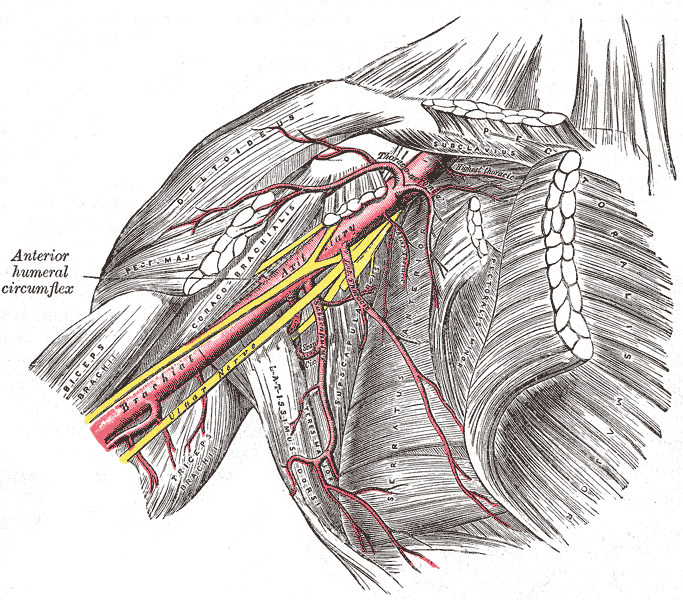
Arteria axilar y sus ramas.
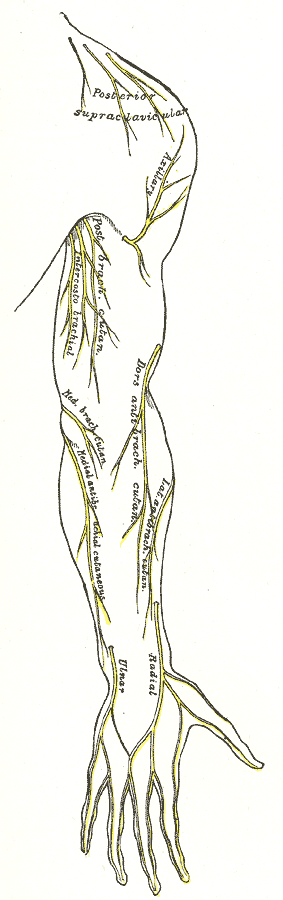
Nervios cutáneo de la extremidad superior derecha, vista posterior.
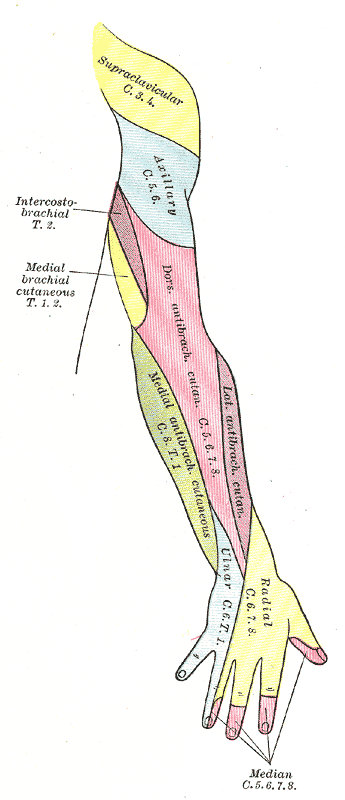
Diagrama de la distribución de los nervios cutáneos de la extremidad superior derecha, vista posterior.